# Nummer-et hits i Danmark i 2019
Nummer-et hits i Danmark i 2019 er en liste over de singler der lå nummer et på den danske singlehitliste i 2019. Den var udarbejdet af International Federation of the Phonographic Industry og Nielsen Soundscan, og udgives af hitlisten.nu.

## Historie
| Uge     | Dato        | Sang               | Kunstner                       | Kilde  |
| ------- | ----------- | ------------------ | ------------------------------ | ------ |
| 53/2018 | 9. januar   | "Sweet but Psycho" | Ava Max                        | [ 1 ]  |
| 1       | 16. januar  | "Kolde nætter"     | Gilli                          | [ 2 ]  |
| 2       | 23. januar  | "X"                | KESI                           | [ 3 ]  |
| 3       | 30. januar  | "Shallow"          | Lady Gaga og Bradley Cooper    | [ 4 ]  |
| 4       | 6. februar  | "Shallow"          | Lady Gaga og Bradley Cooper    | [ 5 ]  |
| 5       | 13. februar | "Shallow"          | Lady Gaga og Bradley Cooper    | [ 6 ]  |
| 6       | 20. februar | "Shallow"          | Lady Gaga og Bradley Cooper    | [ 7 ]  |
| 7       | 27. februar | "Shallow"          | Lady Gaga og Bradley Cooper    | [ 8 ]  |
| 8       | 6. marts    | "Shallow"          | Lady Gaga og Bradley Cooper    | [ 9 ]  |
| 9       | 13. marts   | "Shallow"          | Lady Gaga og Bradley Cooper    | [ 10 ] |
| 10      | 20. marts   | "Shallow"          | Lady Gaga og Bradley Cooper    | [ 11 ] |
| 11      | 27. marts   | "Shallow"          | Lady Gaga og Bradley Cooper    | [ 12 ] |
| 12      | 3. april    | "Paris"            | Lord Siva featuring Vera       | [ 13 ] |
| 13      | 10. april   | "Paris"            | Lord Siva featuring Vera       | [ 14 ] |
| 14      | 17. april   | "Paris"            | Lord Siva featuring Vera       | [ 15 ] |
| 15      | 24. april   | "Old Town Road"    | Lil Nas X                      | [ 16 ] |
| 16      | 1. maj      | "Old Town Road"    | Lil Nas X                      | [ 17 ] |
| 17      | 8. maj      | "Old Town Road"    | Lil Nas X                      | [ 18 ] |
| 18      | 15. maj     | "Old Town Road"    | Lil Nas X                      | [ 19 ] |
| 19      | 22. maj     | "I Don't Care"     | Ed Sheeran og Justin Bieber    | [ 20 ] |
| 20      | 29. maj     | "Vai Amor"         | Gilli                          | [ 21 ] |
| 21      | 5. juni     | "Vai Amor"         | Gilli                          | [ 22 ] |
| 22      | 12. juni    | "Vai Amor"         | Gilli                          | [ 23 ] |
| 23      | 19. juni    | "Vai Amor"         | Gilli                          | [ 24 ] |
| 24      | 26. juni    | "Vai Amor"         | Gilli                          | [ 25 ] |
| 25      | 3. juli     | "Vai Amor"         | Gilli                          | [ 26 ] |
| 26      | 10. juli    | "Señorita"         | Shawn Mendes og Camila Cabello | [ 27 ] |
| 27      | 17. juli    | "Señorita"         | Shawn Mendes og Camila Cabello | [ 28 ] |
| 28      | 24. juli    | "Señorita"         | Shawn Mendes og Camila Cabello | [ 29 ] |
| 29      | 31. juli    | "Señorita"         | Shawn Mendes og Camila Cabello | [ 30 ] |
| 30      | 7. august   | "Señorita"         | Shawn Mendes og Camila Cabello | [ 31 ] |
| 31      | 14. august  | "Señorita"         | Shawn Mendes og Camila Cabello | [ 32 ] |
| 32      | 21. august  | "Señorita"         | Shawn Mendes og Camila Cabello | [ 33 ] |